# Калинина (Старобешевский район)
Калинина (укр. Калініна) / Манжиков Угол (укр. Манжиків Кут) — посёлок в Старобешевском районе Донецкой области Украины. Под контролем самопровозглашённой Донецкой Народной Республики.

## География
Посёлок расположен на правом берегу реки под названием Кальмиус.

#### Соседние населённые пункты по странам света
С: Менчугово (на противоположном берегу Кальмиуса), Гришки, Темрюк
СЗ: Придорожное, Павлоградское, Ларино (все выше по течению Кальмиуса)
СВ: город Моспино
З: Обильное
В: Горбачёво-Михайловка (на противоположном берегу Кальмиуса)
ЮЗ: Каменка
ЮВ: Кирово, Новый Свет, Вербовая Балка
Ю: —

## История
12 мая 2016 года Верховная Рада Украины присвоила посёлку название Манжиков Угол в рамках кампании по декоммунизации на Украине. Переименование не было признано властями самопровозглашенной ДНР.

## Население
Население по переписи 2001 года составляло 84 человека.

## Общие сведения
Почтовый индекс — 87212. Телефонный код — 6253. Код КОАТУУ — 1424582402.

## Местный совет
87210, Донецкая область, Старобешевский р-н, с. Марьяновка, ул. Мира, 10а